# جيف كيلي (لاعب بولينغ)
جيف كيلي (بالإنجليزية: Geoff Kelly)‏ هو لاعب بولينغ أسترالي، ولد في 10 يونيو 1921.